# Petra-Electric

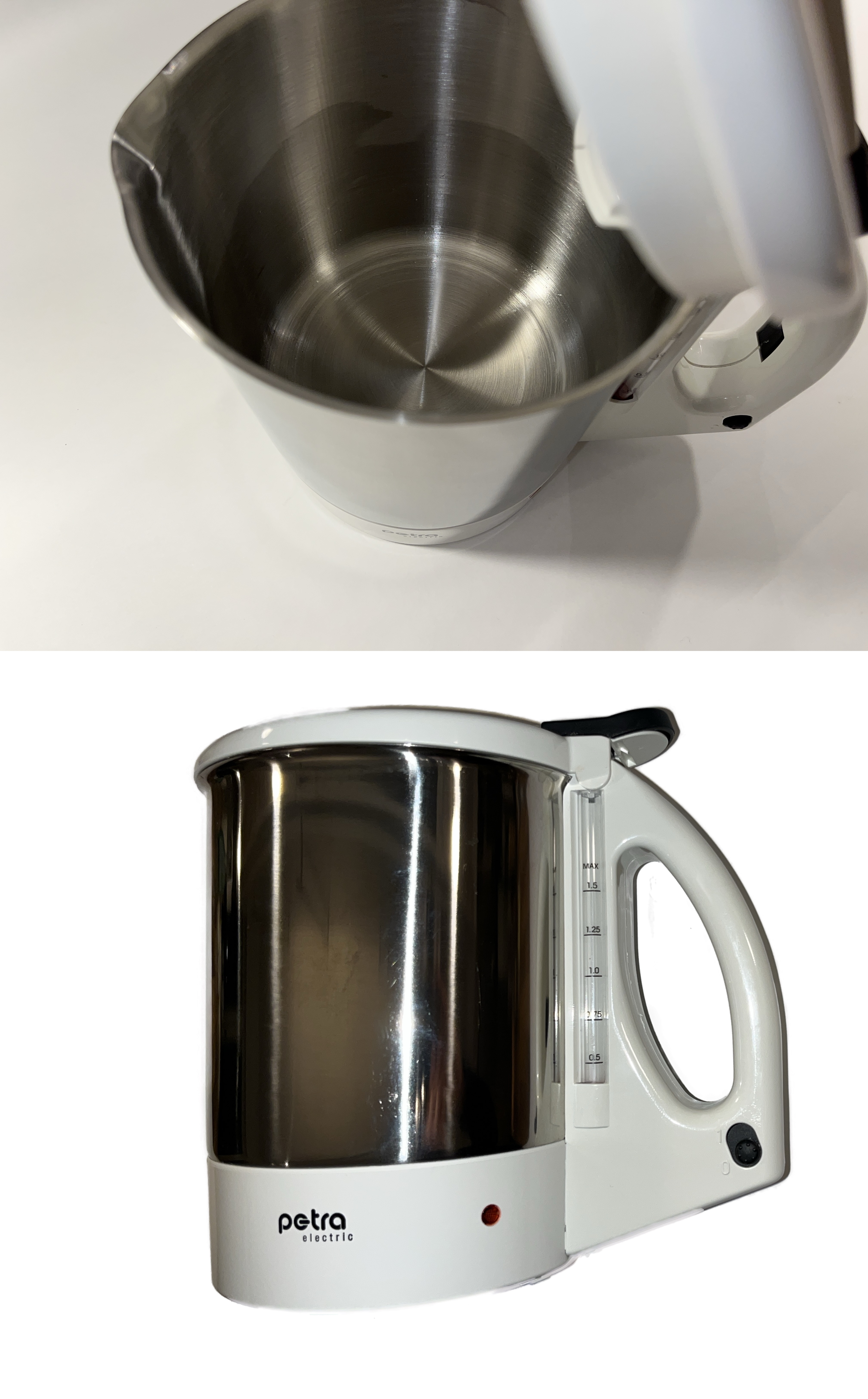
Wasserkocher WK 42.09 mit tiefgezogenem Edelstahlbehälter

Petra-Electric (Eigenschreibweise: petra-electric) war ein deutscher Hersteller von Haushaltskleingeräten wie Wasserkochern und Kaffeemaschinen.
Das Unternehmen wurde am 1. September 1968 von Peter Hohlfeldt im schwäbischen Burgau bei Günzburg gegründet. Für die Firma wählte er den Vornamen seiner ältesten Tochter und fügte den Namensbestandteil Electric hinzu, um Verwechslungen (und Rechtsstreitigkeiten) mit der Frauenzeitschrift Petra zu vermeiden.
Das Unternehmen befand sich zunächst in Räumen von Hohlfeldts Schwiegervater, bis es im Februar 1973 nach Unterknöringen in einen Neubau zog. 1989 wurde die Traditionsmarke Grossag übernommen. In seiner Blütezeit beschäftigte das Unternehmen 350 Mitarbeiter. Die Konstruktion und Herstellung fand in Deutschland in den zwei Werken Burgau und Freilassing statt.
Im Juli 2017 starb der Unternehmensgründer im Alter von 77 Jahren.

## Untergang
2007 wurde das Unternehmen an eine Investorengruppe verkauft und 2008 von WMF übernommen. Im August 2011 wurde die Produktionsstätte in Unterknöringen geschlossen und der Vertrieb zog nach Jettingen-Scheppach um. 2013 wurde Petra-Electric an das niederländische Unternehmen Tristar Europe verkauft. Heute ist Petra-Electric nur eine Marke, die von einem irischen Unternehmen genutzt wird.